# Iota1 Scorpii
Iota1 Scorpii (ι1 Sco / ι1 Scorpii) è una stella della costellazione dello Scorpione. Di colore bianco-giallo, con una magnitudine di 3,02 è la dodicesima stella in ordine di luminosità apparente all'interno della costellazione. Ha anche un nome proprio, Apollyon, che tuttavia viene utilizzato raramente.

## Osservazione
Si individua nella parte sud-est dello Scorpione, quasi al confine con la costellazione della Corona Australe.
Posta alla declinazione di 40°S, Iota1 è una stella dell'emisfero australe. Nell'emisfero boreale essa non può essere osservata a nord del 50º parallelo, il che esclude buona parte del Canada e l'Europa settentrionale. Nelle zone temperate dell'emisfero boreale, essa comunque apparirà molto bassa sull'orizzonte. Le possibilità di osservazione in questo emisfero migliorano se ci si sposta nella zona tropicale. Diventa circumpolare solo alle latitudini più meridionali del 50°S, cioè solo nelle estreme regioni meridionali del Sudamerica e nel continente antartico.
Visivamente appare molto vicina (solo un quarto di grado) a Iota2 Scorpii, una stella di magnitudine 4,78. Sebbene le due stelle siano fisicamente simili (sono entrambe supergiganti appartenenti a classi spettrali intermedie), esse non sono legate fra loro: Iota2 Scorpii è infatti distante circa il doppio dalla Terra rispetto a Iota1 Scorpii.

## Caratteristiche
Iota1 Scorpii è classificata come stella di tipo F2Ia: si tratta quindi di una stella supergigante di colore bianco-giallo, conferitole dalla temperatura superficiale di 7.000 K. Di solito le supergiganti appartengono o alla classe M o alle classi B o O; le supergiganti gialle, di classe F o G, sono invece relativamente rare perché appartengono a una fase intermedia di breve durata. Durante questa fase, l'astro, dopo aver esaurito l'idrogeno nel suo nucleo, va incontro a una fase di espansione e raffreddamento degli strati esterni dovuta al fatto che il suo nucleo inerte di elio va contraendosi e riscaldandosi. ι1 Scorpii sta probabilmente attraversando questa fase apprestandosi a diventare entro qualche milione di anni una supergigante rossa.
Lo studio di questa stella è reso difficile dal fatto che non se ne conosce con precisione la distanza; le misure con il metodo della parallasse danno come risultato circa 1.800 anni luce, ma a queste distanze la metodica è molto inaffidabile e il margine di errore si aggira intorno al 40%. Di conseguenza è difficile stabilire la luminosità assoluta di questa stella e gli altri parametri che dalla luminosità dipendono. Se si prendono per buoni i risultati delle misure mediante la parallasse, allora ι1 Scorpii ha una luminosità di 29.000 L☉, un raggio di 125 M☉ (circa il 60% dell'orbita terrestre) e una massa 12 volte quella del Sole. Nonostante si tratti di valori molto elevati, tuttavia sono ancora bassi per una supergigante di tipo Ia come ι1 Scorpii. Questa sottoclasse infatti raccoglie le supergiganti più luminose, e pertanto è molto probabile che la stella si trovi ad una distanza maggiore di quella dedotta tramite la parallasse; di conseguenza ι1 Scorpii è più luminosa e più massiccia di quanto non suggeriscano le stime basate sul metodo della parallasse.
Come tutte le supergiganti, ι1 Scorpii emette un intenso vento stellare, che è responsabile di una perdita di massa nell'ordine di 10−7 masse solari ogni anno.
Per la legge di conservazione del momento angolare, espandendosi una stella rallenta la sua velocità di rotazione. È quanto sta accadendo a ι1 Scorpii: quando si trovava all'interno della sequenza principale la sua velocità di rotazione doveva essere, come quella di tutte le stelle massicce, molto elevata; ora invece la sua velocità di rotazione all'equatore è 36 km/s, il che le permette di compiere una rotazione su sé stessa in circa 6 mesi.
ι1 Scorpii ha un'abbondanza di ferro quasi due volte superiore a quella del Sole (per l'esattezza il 186% di quella solare); una metallicità così elevata è presumibilmente una caratteristica comune alla maggioranza delle supergiganti, in quanto, essendo stelle che in virtù della loro grande massa esauriscono il loro ciclo vitale su tempi astronomicamente brevi (al massimo 50 milioni di anni), si sono formate piuttosto di recente da nubi molecolari precedentemente arricchite dai materiali pesanti formatisi all'interno di stelle massicce appartenenti ad una generazione antecedente a quella attuale.

## Possibile compagna
A 37 secondi d'arco da ι1 Scorpii si può osservare una debole stella di decima magnitudine di classe spettrale F, appartenente alla sequenza principale. Non è chiaro se essa sia fisicamente legata a ι1 Scorpii o se si tratti di una vicinanza solo visiva. Se le due stelle sono legate gravitazionalmente, allora esse sono distanti almeno 20.000 UA una dall'altra (circa 3000 miliardi di km, cioè quasi un terzo di anno luce) e orbitano l'una intorno all'altra con un periodo di almeno 800.000 anni.